# Museo de las Ocupaciones
El Museo de las Ocupaciones (en estonio, Okupatsioonide muuseum) de Tallin, Estonia, permanece ubicado en la esquina de la calle de Toompea y el Bulevar de Kaarli. Con su inauguración el 1 de julio de 2003, el museo ha sido dedicado al período entre 1940 y 1991 en la historia de Estonia, cuando el país fue ocupado por la Unión Soviética, luego por la Alemania Nazi, y final y nuevamente por la Unión Soviética. Durante la mayor parte del tiempo indicado Estonia sería conocida como la República Socialista Soviética de Estonia.
El museo es administrado por la Fundación Estonia Kistler-Ritso, la cual debe su nombre a la Dra. Olga Kistler-Ritso, fundadora y presidenta de la fundación. Como un inicio, los miembros de la fundación comenzaron en 1999 a recolectar artículos para el museo y su estudio histórico. La causa también recibiría cooperación de la Comisión Internacional Estonia para la Investigación de Crímenes en Contra de la Humanidad, la Comisión de Estado de Estonia en el Examen de Políticas de Represión, la Asociación Memento, el Centro de Investigación de la Era Soviética en Estonia, y de la Sociedad Memorial, entre otras organizaciones.

## Galería

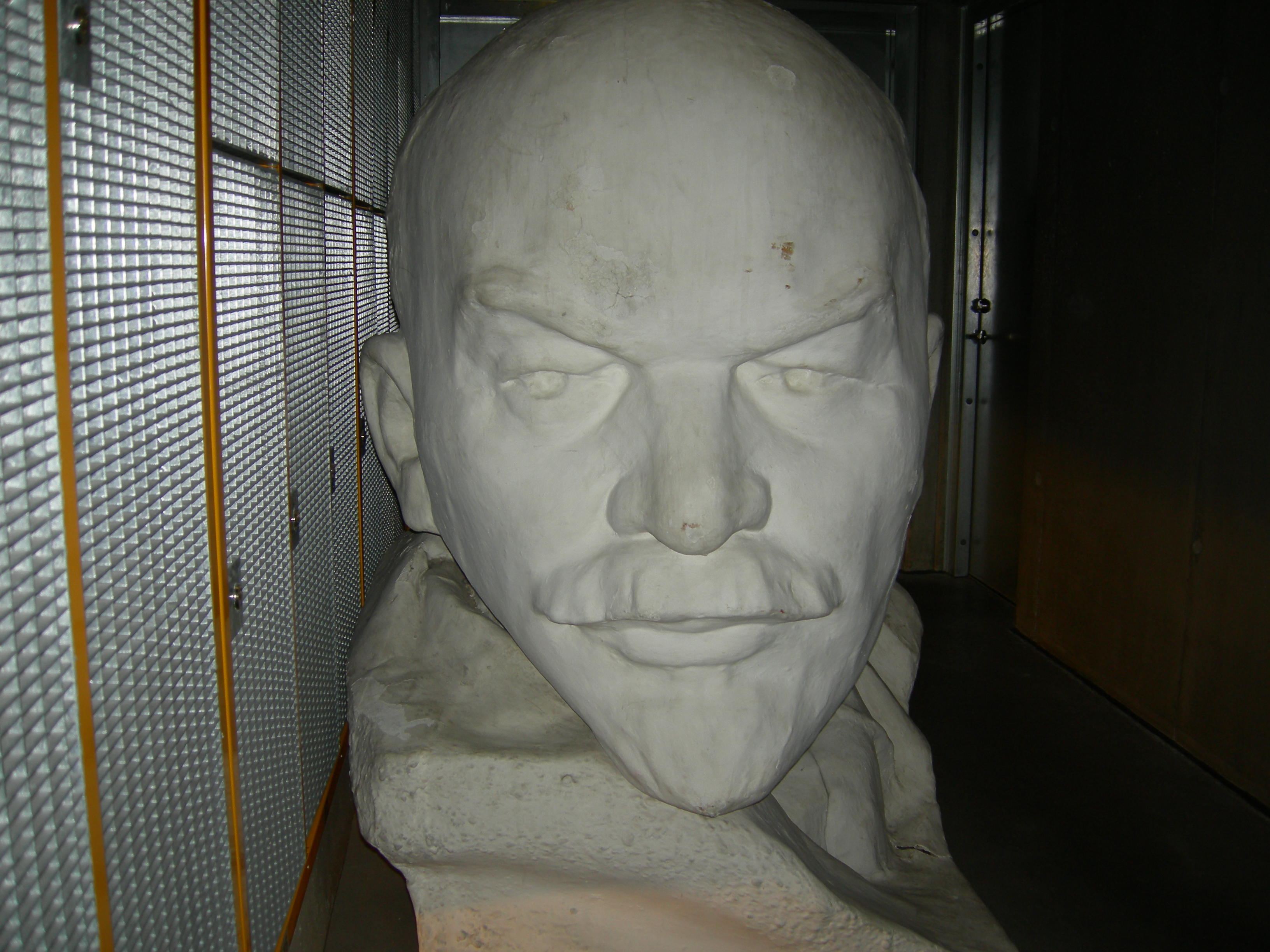
Cabeza de una estatua de Lenin en el sótano del museo.
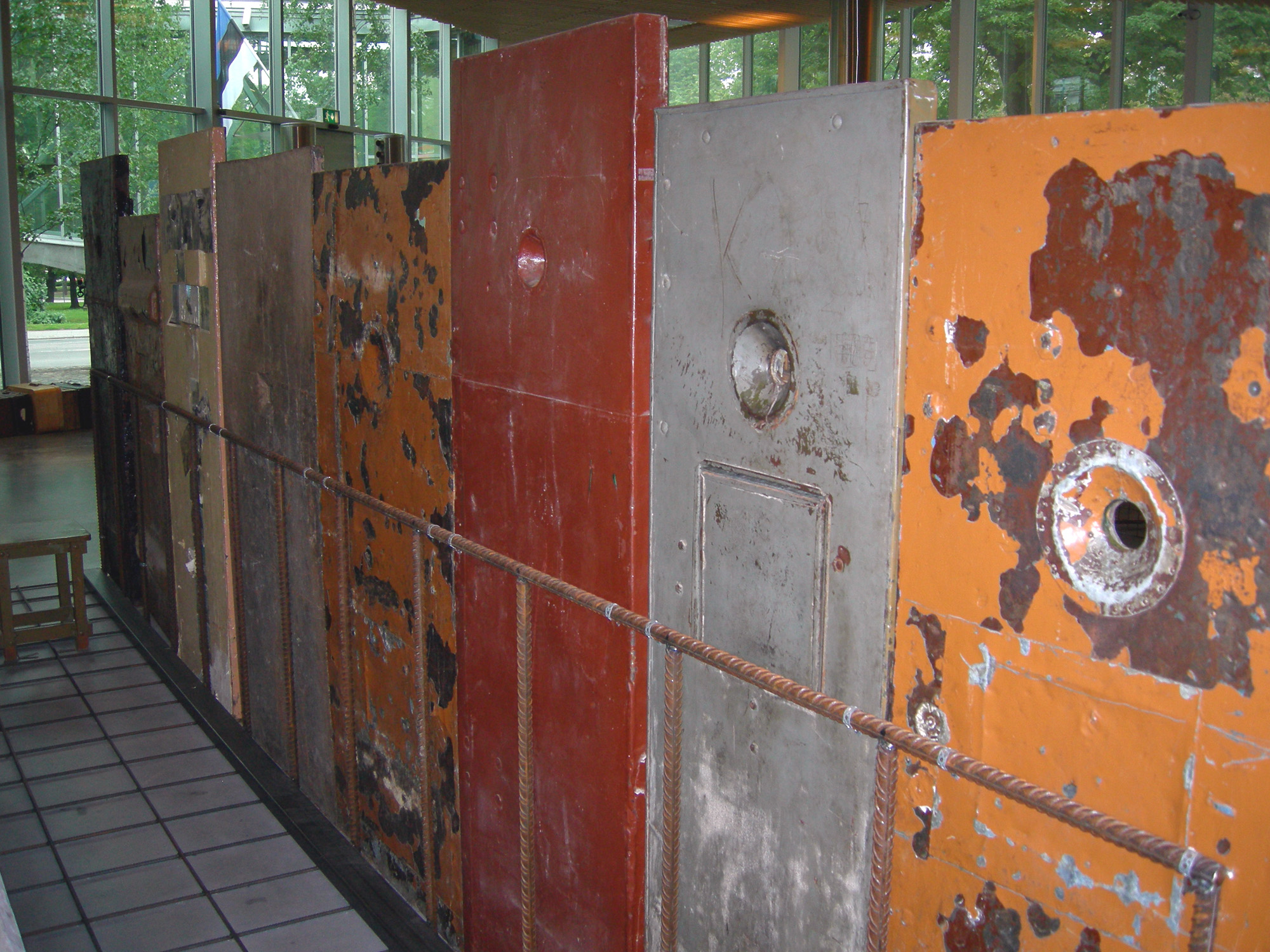
Puertas de prisiones soviéticas en exhibición.
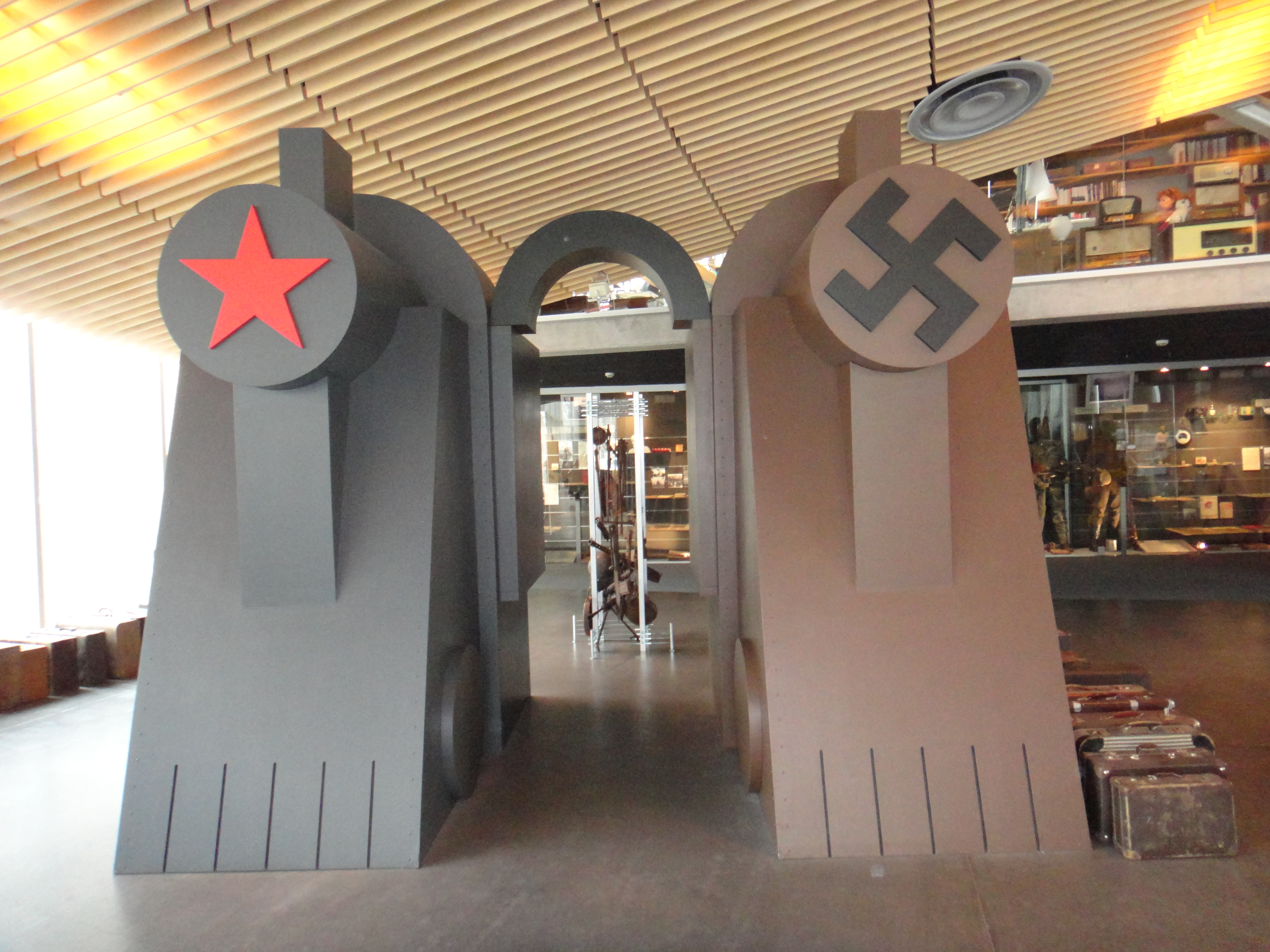
Exhibición nazi y soviética en el museo.